# Gråhuvad vipa
Gråhuvad vipa (Vanellus cinereus) är en asiatisk fågel i familjen pipare inom ordningen vadarfåglar. Den häckar i fuktiga gräsmarker och våtmarker i östra Kina, angränsande delar av sydostligaste Ryssland samt Japan. Vintertid flyttar den till södra Asien. Fågeln är en mycket sällsynt gäst i Europa, med ett enda fynd av troligen samma individ som först sågs i Norge och sedan i Värmland i Sverige i maj 2019. Arten minskar i antal till följd av habitatförstörelse, men beståndet anses än så länge fortfarande vara livskraftigt.

## Utseende och läte
Gråhuvad vipa är en 34–37 centimeter lång vadare med långa ben. Den är, som namnet avslöjar, grå på huvud och hals. Undertill syns ett mörkare grått bröstband och en vit buk. Ryggen är brun, övergumpen vit och stjärten svart. I flykten är den kontrastrik med svarta handpennor, vita armpennor och vingundersida och bruna övre vingtäckare. Könen liknar varandra, men hanen är större än honan. Ungfåglar är grå där de vuxna är vita, bröstbandet är mindre distinkt och på ovansidan syns bleka fjäderspetsar. Lätet är ett "tji-itt".

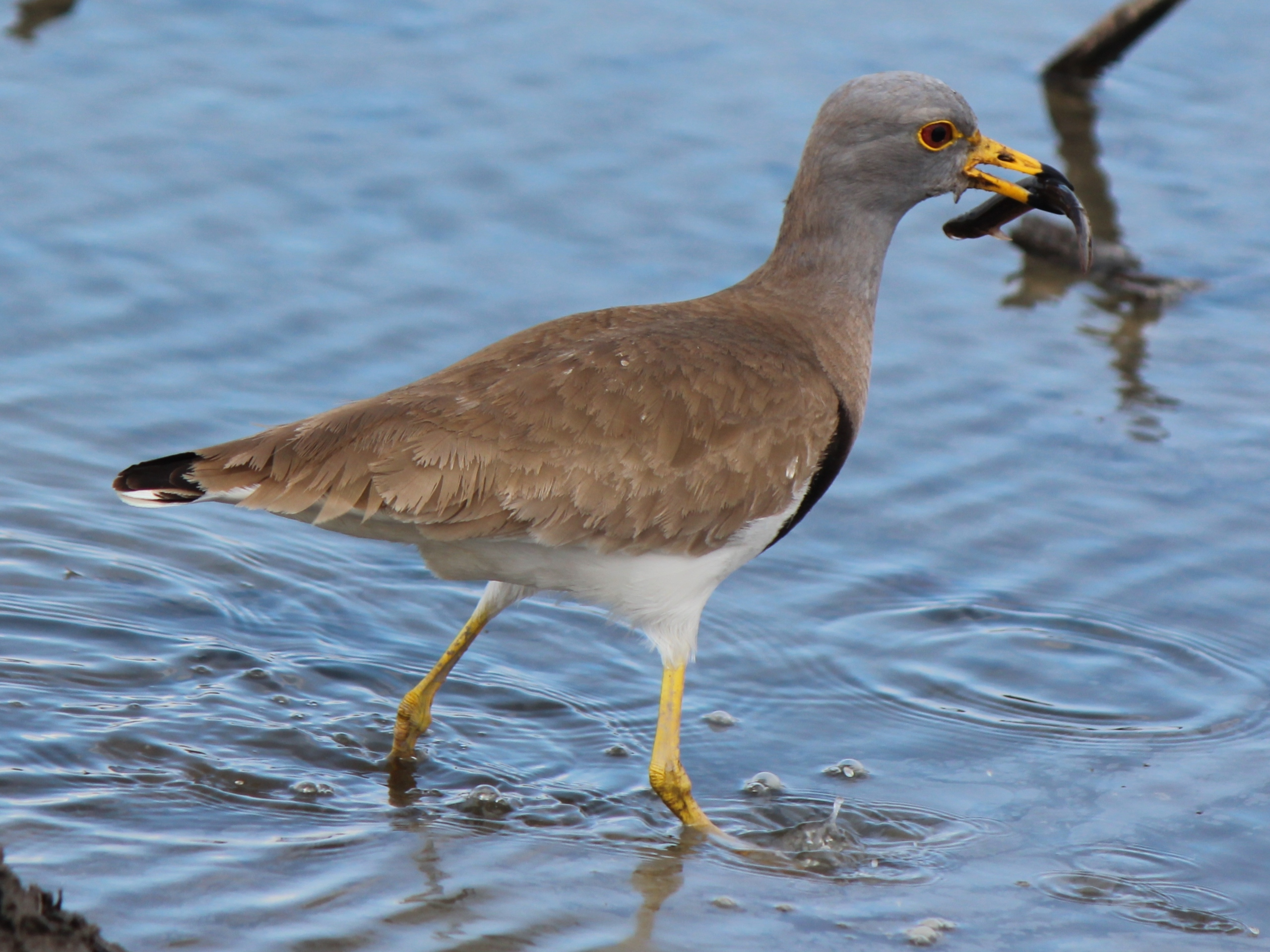
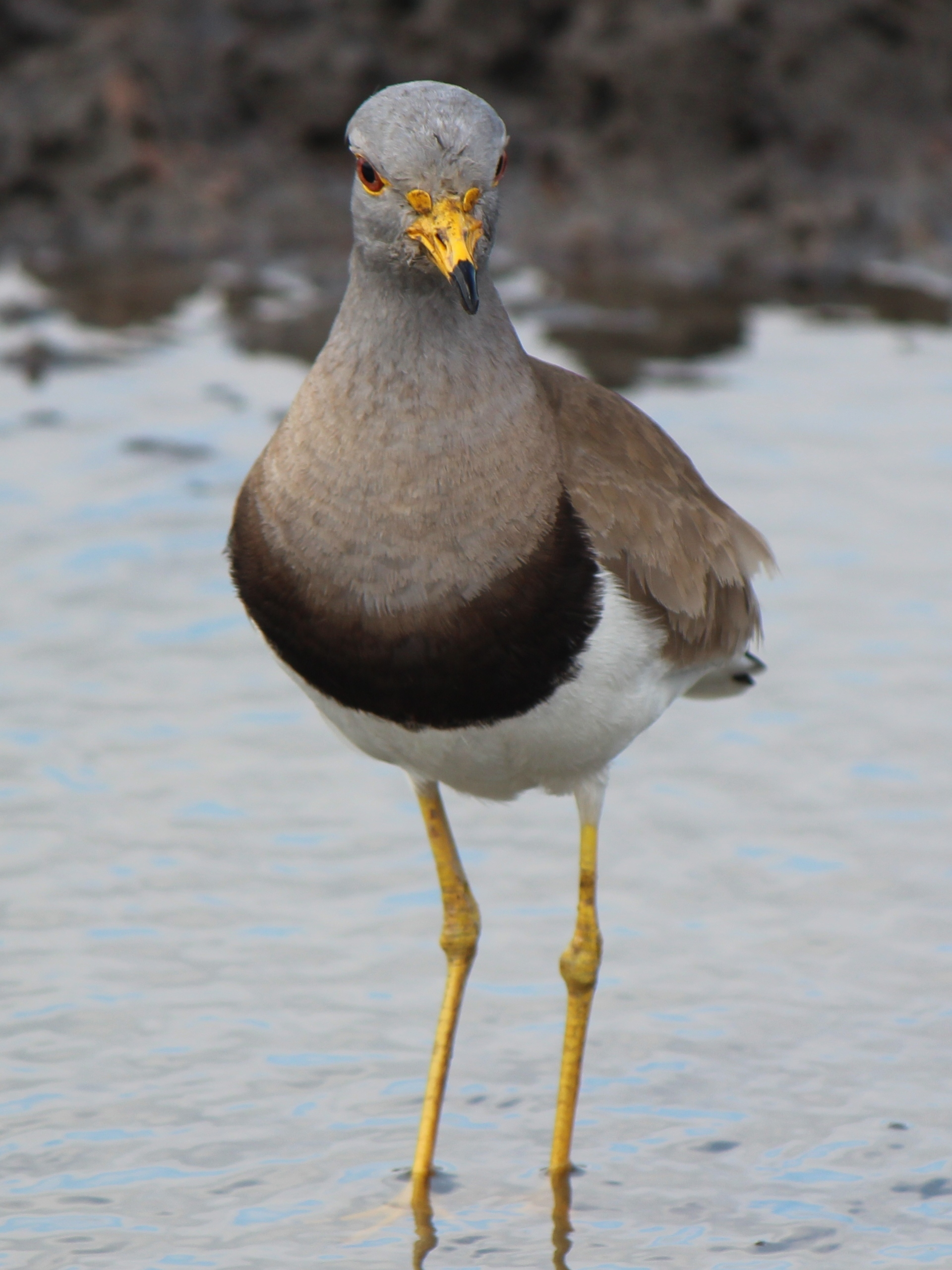
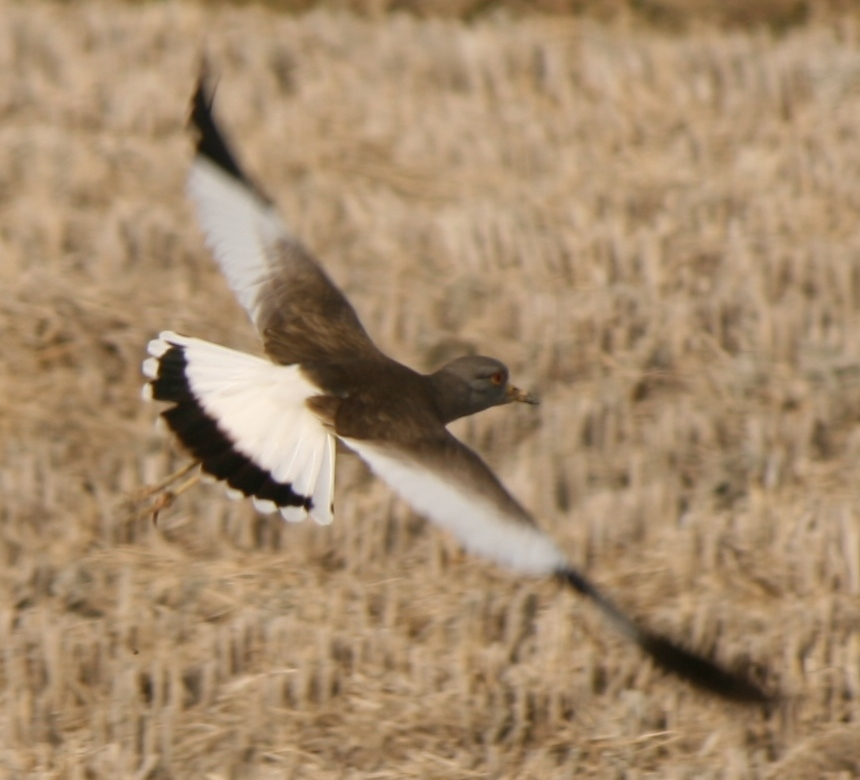

## Utbredning
Fågeln häckar i nordöstra och östra Kina (Inre Mongoliet, centrala Manchuriet, Jiangsu och Fujian), angränsande delar av Ryssland samt i Japan. Vintertid flyttar den till södra Asien, ett område från Nepal, norra och nordöstra Indien och Bangladesh till sydcentrala Kina och norra Indokina, ibland längre söderut. Vid ett tillfälle, 3 januari 2012, har den påträffats i Oman. I maj 2019 observerades en individ i Norge. Ett antal dagar senare observerades även en i Strandvik utanför Kristinehamn i Värmland, vilket förmodligen rör sig om samma individ. I slutet av juni sågs den även i Friesland i Nederländerna.

## Systematik
Resultat från genetiska studier tyder på att gråhuvad vipa är närbesläktad med sumpvipa (V. leucurus) och stäppvipa (V. gregarius). Den behandlas som monotypisk, det vill säga att den inte delas in i några underarter.

## Ekologi
Gråhuvad vipa häckar från april till juli i fuktiga gräsmarker, risfält och våtmarkskanter. Vintertid ses den i flockar i liknande miljöer. Den födosöker på grunt vatten efter insekter, maskar och mollusker.

### Häckning
Arten häckar monogamt och revirhävdande, i Japan i mars-april. Boet är en uppskrapad grop i marken som ofta fodras med kvistar. Däri lägger den fyra ägg som ruvas i 28–29 dagar.

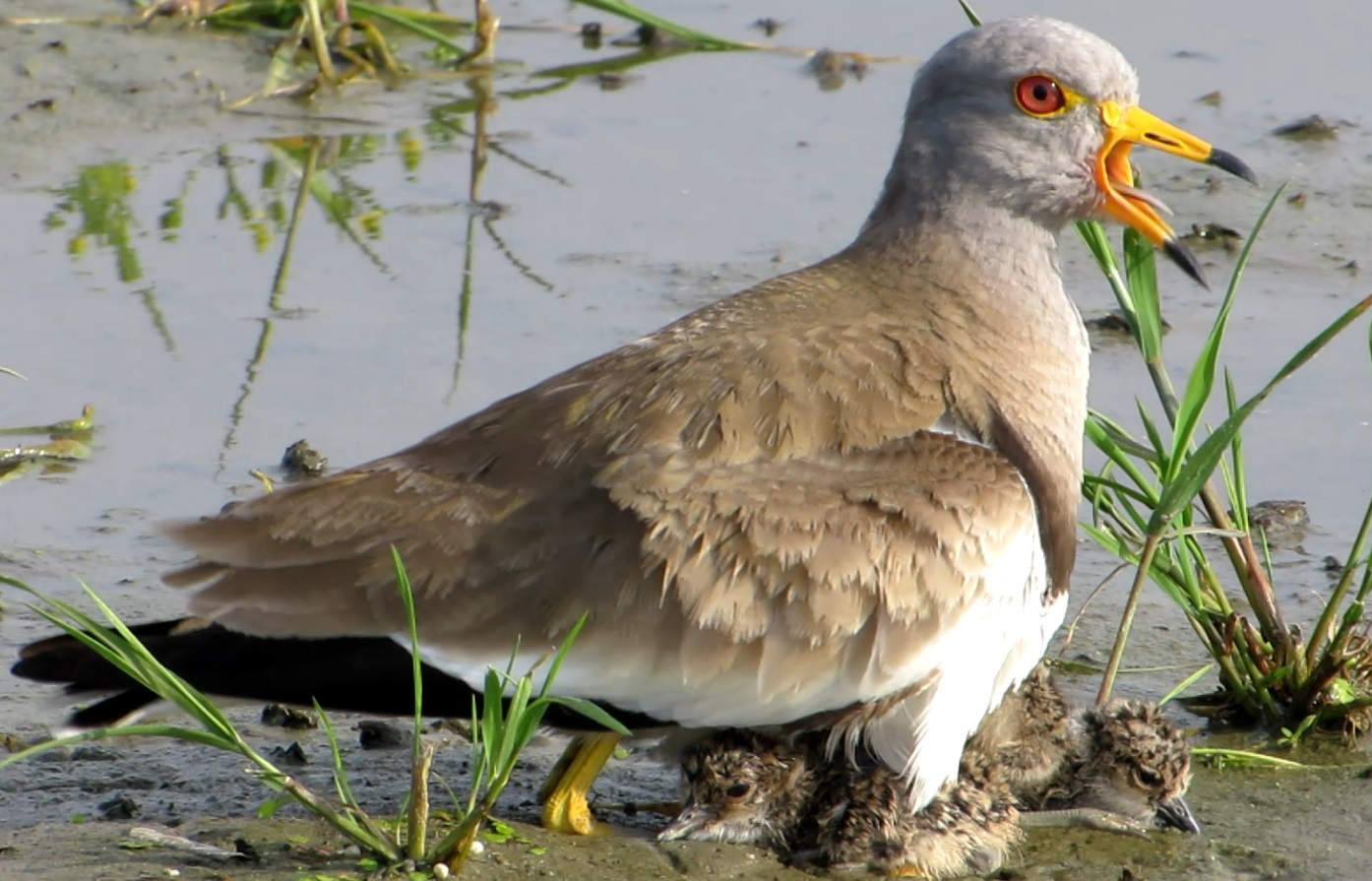
Gråhuvad vipa med unge.

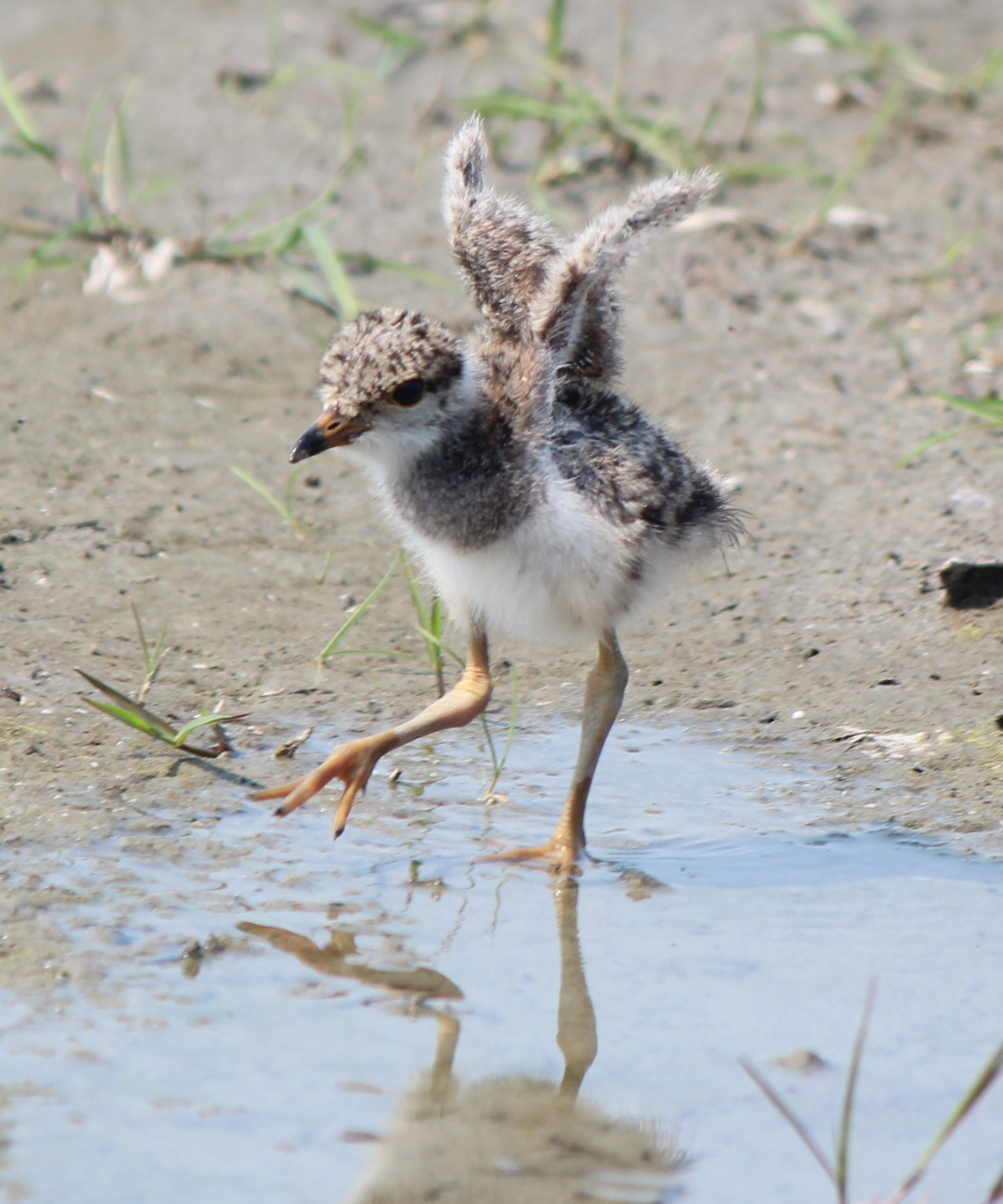
Nyligen flygg unge.

## Status
Arten har ett stort utbredningsområde och beståndet anses vara stabilt. Internationella naturvårdsunionen IUCN listar den därför som livskraftig (LC). Världspopulationen uppskattas till mellan 25 000 och 100 000 individer.
I Japan drabbas arten av bopredatorer som kråka, rovfåglar (bland annat kärrhökar) och hundar. Även jordbruksmetoder påverkar kraftigt artens häckningsframgång.

## Taxonomi och namn
Gråhuvad vipa beskrevs vetenskapligt som art av Edward Blyth 1842 från ett typexemplar insamlat i Calcutta, under protonymen Pluvianus cinereus. Dess vetenskapliga artnamn cinereus är latin för "askgrå".